# William Buckland
William Buckland, angleški geolog in paleontolog, * 12. marec 1784, † 14. avgust 1856.